# Kerek Ferenc (kémikus)
Kerek Ferenc (Temesvár, 1941. szeptember 21. –) vegyész, kémiai szakíró.

## Életútja
A temesvári Magyar Vegyes Líceumban érettségizett (1957), a Babeș–Bolyai Tudományegyetem vegyészeti karán szerzett oklevelet (1962), itt doktorált (1972). Előbb tanár a temesvári műegyetem iparvegyészeti karán, majd Humboldt-ösztöndíjjal a bochumi (NSZK) egyetemen tökéletesítette szakismereteit (1974–75); hazatérve a temesvári Kémiai Kutatóközpont kutatóvegyésze.
Gyógyszerkutatással, különféle gyógynövények vegyi vizsgálatával, a biofémek és a sztereokémiai jelenségek tanulmányozásával foglalkozott, a természetes vegyületek szerkezetét vizsgálta. Első írását A Hét közölte 1971-ben. Tanulmányai hazai és külföldi szakfolyóiratokban (Revue Roumaine de Chemie, Tetrahedron) jelentek meg, ismeretterjesztő, tudománynépszerűsítő cikkeit magyar nyelven A Hét, TETT, Vörös Lobogó, Szabad Szó számára írta. Bandi Andrással együtt románra fordította egy berlini német tudományos munkaközösség 1978-ban megjelent Organicum című szakmunkáját (1982).

## Kötetei
- Stereochimie (F. Badeával, 1974);
- Metale necesare vieții – biometale (1979).